# 8e bataillon de chasseurs à pied
Le 8e bataillon de chasseurs à pied est une unité d'infanterie, de l'armée française.
À la suite du comportement exemplaire de ses chasseurs dans la bataille de Sidi-Brahim en 1845, il en a pris le nom et est connu comme le « bataillon de Sidi-Brahim ». Le 8e groupe de chasseurs mécanisé, ainsi que les autres corps de même arme, fut créé par ordonnance royale du roi Louis-Philippe Ier, en date du 28 septembre 1840. Par une autre ordonnance du même jour, l'organisation de ces bataillons est confiée au duc d'Orléans, Ferdinand-Philippe d'Orléans, prince royal de France qui en devient le parrain, d'où le nom de « Chasseurs d'Orléans » qui sert, à la suite de la mort prématurée de Ferdinand-Philippe d'Orléans et jusqu’à l’avènement de la Deuxième République en 1848, à désigner les bataillons de chasseurs à pied.
Formé le 1er novembre 1840 au camp de Saint-Omer, et commandé par le chef de bataillon Uhrich, le 8e assista, le 12 mai 1841, au camp de Romainville, à la revue du roi et à la remise du drapeau confié à la garde des chasseurs à pied. Il a notamment stationné à Wittlich (Rhénanie-Palatinat) jusqu'à sa dissolution en 1999.
Son étendard a été confié au groupement de recrutement et de sélection Île-de-France et outre-mer (GRS IDF et OM).

## Dénominations
- 1840 : 8e bataillon de chasseurs à pied
- 1842 : 8e bataillon de chasseurs d’Orléans
- 1848 : 8e bataillon de chasseurs à pied
- 1945 : 8e bataillon de chasseurs portés
- 1960 : 8e groupe de chasseurs portés
- 1968 : 8e groupe de chasseurs mécanisés
- 1975 : 8e groupe de chasseurs
- 2019 : Groupement de recrutement et de sélection Île-de-France et Outre-mer - 8e bataillon de chasseurs à pied
- 2025 : perte de la double appellation

## Chefs de corps
- 1840-1841 : Urich
- 1841-1842 : Latour
- 1842-1845 : Auguste Laurent Froment-Coste
- 1845 : Delmas
- 1845-1847 : de Lourmel
- 1847-1848 : Abel Douay (premier général Français tué en 1870)
- 18 juin 1848-1853 : chef de bataillon Charles Jules de Bras de fer
- 1853-1856 : de Brauer
- 1856-1857 : Brincourt
- 1857 : Mangin
- 1857 : Doléac
- 1857-1860 : Merle
- 1860-1864 : Lochner
- 1864-1864 : Commandant Ducrest de Villeneuve (16 octobre 1864 au 28 décembre 1864)
- 1864-1867 : Commandant Vincendon
- 1867-1870 : Commandant Poyet + Froeschwiller
- 1870 : Commandant Viénot
- 1870 : Commandant Antonini (Il fut arrêté et déporté)
- 1870-1871 : Commandant Bertrand (Il prend le commandement le 3 novembre)
- 1871 : Commandant Antonini (Il rentre de captivité est prend le commandement les 26 et 27 mars 1871)
- 1871-1872 : Commandant Viénot
- 1872-1876 : Commandant Antonini
- 1876-1882 : Commandant Chauffeur
- 1882-1887 : Commandant Cirou
- 1887 : Desrozièrs
- 1887-1890 : Commandant Maux
- 1890-1892 : Commandant Soyer
- 1892-1895 : Commandant Bunoust
- 1895-1898 : Commandant Feuchère
- 1899-1902 : Chef de Bataillon C.A. Moissenet
- 1902-1908 : Chef de Bataillon L. E. C. Bérot
- 1909-1911 : Commandant Valantin
- 1911-1913 : Commandant Gibon Guilhem
- 1913-1914 : Commandant Clavel
- 1914-1915 : Commandant Devincet
- 1915-1916 : Commandant Lemoine
- 1916 : Commandant Savornin
- 1916-1919 : Commandant Michel de Grilleau
- 1919-1923 : Commandant Mathieu
- 1923-1925 : Commandant Daquin
- 1926-1930 : Commandant Beucler
- 1930-1936 : Commandant Guy
- 1936-1938 : Commandant Carrias
- 1938-1941 : Commandant Pauty
- 1941-1942 : Commandant Cadoret
- 1944 : Pochard
- 1944-1946 : Commandant Pugliesi-Conti
- 1946-1948 : Bie
- 1948-1949 : Tabouis
- 1949-1951 : Rollet
- 1951-1953 : de Penfentenyo de Kervereguen
- 1953-1955 : Sandredschi
- 1955-1957 : Delcros
- 1957-1960 : Jeanpierre
- 1960-1961 : Metzler
- 1962-1964 : Etcheverry
- 1964-1965 : Lescan
- 1965-1967 : Sourieau
- 1967-1969 : Verguet
- 1969-1971 : de La Haye Saint-Hilaire
- 1971-1973 : Grasser
- 1973-1975 : Borg
- 1975-1977 : Labbé
- 1977-1979 : Lamant
- 1979-1981 : Sicard
- 1981-1983 : Jolibois
- 1983-1985 : Renier
- 1985-1987 : Dagiral
- 1987-1989 : Rolland
- 1989-1992 : Teyssier
- 1992-1994 : Malbec
- 1994-1996 : Lombard
- 1996-1998 : Gallet
- 1998-1999 : Bruder, dernier chef de corps

## Historique

### 1815 à 1852
Le duc d'Orléans, Ferdinand-Philippe d'Orléans, prince royal de France, est le fondateur des  bataillons de chasseurs en créant à titre expérimental le 14 novembre 1838, avec l'aide de Charles d'Houdetot, une unité d’infanterie spéciale, pour expérimenter de nouvelles tactiques d’infanterie légère, la Compagnie de chasseurs d'essai, casernée au Fort de Vincennes à Paris, d'où leur autre dénomination de Chasseurs de Vincennes ou Tirailleurs de Vincennes. L'essai étant concluant et cette unité ayant fait ses preuves lors de la conquête de l'Algérie, dix bataillons de chasseurs à pied non enrégimentés sont créés le 28 septembre 1840 par ordonnance royale du roi Louis-Philippe Ier. Par une autre ordonnance du même jour, l'organisation de ces bataillons est confiée au duc d'Orléans, Ferdinand-Philippe d'Orléans, prince royal. À la suite de la mort prématurée de Ferdinand-Philippe d'Orléans, leur parrain, tous les bataillons de chasseurs à pied sont renommés le 13 juillet 1842 en « Chasseurs d’Orléans », dénomination qu'ils garderont jusqu’à l’avènement de la Deuxième République, en 1848, où ils reprendront celle de Chasseurs à pied.
Le 10 juin 1841, le bataillon, avec son état-major, s'embarque à Toulon, à destination de l'Afrique. Débarqué le 14 à Mostaganem, il prend part, le 21 mars 1842, au combat de la Sikack, sous les ordres du général Bedeau. Il est bataillon d'avant-garde à la bataille d'Isly, gagnée par le Maréchal Bugeaud, le 14 août 1844.
Le 23 septembre 1845, sous les ordres du lieutenant-colonel de Montagnac, le 8e bataillon de chasseurs à pied commandé par le commandant Froment-Coste, renforcé des hussards de Courby de Cognord, réalise ces prodigieux exploits qui ont immortalisé le nom de Sidi-Brahim. Le commandant, 8 officiers et 152 sous-officiers et chasseurs y sont tués.
Le 26 septembre, mourant de faim, les chasseurs tentent d'atteindre la redoute de Djemmaa, mais assaillis par des milliers d'Arabes, ils sont tués avant d'y arriver. Quinze d'entre eux peuvent y parvenir, deux meurent aussitôt d'épuisement.
C'est à Sidi-Brahim que se fonde la tradition glorieuse du 8e et de tous les chasseurs, qui est de « Mourir en combattant sans se rendre jamais ».
Le bataillon détruit est reformé et remis en action dès l'année suivante.
Au 1er janvier 1849, le 8e BCP, sous le commandement du chef de bataillon Du Bras De Fer, est en garnison à Oran en Algérie.
Reformé par l'arrivée de 400 volontaires pris dans les bataillons de chasseurs d'Orléans en garnison en France, le 8e est à l'assaut et à la prise de Zaatcha, le 26 novembre 1849. Il prend part, sous les ordres du colonel Canrobert, à l'attaque de Naarha le 5 janvier 1850. Cette dernière victoire marque la fin de son séjour en Algérie. Le 6 mai suivant, le 8e est de retour en France. En 1850, le régiment est en garnison à Lyon et son dépôt est à Grenoble. Il tient ensuite garnison à Besançon, Paris, Douai et Vincennes.

### Second Empire
Le 14 août 1853, il reçoit l'ordre de se rendre à Dieppe, pour y faire le service d'honneur pendant le séjour de l'empereur et de l'impératrice des Français dans cette ville.
Le 1er avril 1856, le 8e embarque à Toulon. Il participe à la pacification de la Grande Kabylie et se distingue aux combats de Tamezrit d'ain Yacoub et à celui du village de Tarsouth, le 11 juillet 1857, qui voit la défaite totale des Kabyles et où tout le corps expéditionnaire, fort de 25 000 hommes, a pris part sur une étendue de près de 10 lieues carrées. Les pertes des Kabyles sont énormes. Dans les premiers jours de février 1859, la division Renault à laquelle appartient le 8e, employée depuis octobre 1858 à la construction du chemin de fer allant d'Alger à Blida, reçoit l'ordre de se tenir prête à rentrer en France. Le 10 février, le 8e embarque pour Marseille.
Le 2 mai 1859, le 8e franchit le col du Mont-Cenis. Le 17, il traverse Marengo, le 4 juin avec la Garde impériale, il soutient le choc des Autrichiens à la redoute de Buffalora, épisode de la bataille de Magenta. Le chasseur Zimmermann de la 7e compagnie y a une très belle conduite. Le 26 août, il rentre dans son ancienne garnison, Besançon, qu'il quittera en 1859 pour Rennes, Boulogne, Metz, Vincennes, Paris, Toulouse. Le 25 juillet 1870, il rejoint l'Armée du Rhin à Strasbourg qu'il quitte le 3 août, sous les ordres du commandant Poyer.
Faisant partie du corps d'armée commandé par le maréchal de Mac Mahon, il prend part le 6 août à la bataille de Frœschwiller. Pendant cette journée, il a à soutenir des chocs très violents, si l'on en juge par les énormes pertes qu'il subit. Réorganisé à Chalons, le 8e est de nouveau en ligne le 1er septembre 1870, pour la bataille de Sedan. Il est mêlé à des actions sérieuses ce jour-là et perd une partie de son effectif. Le reste, avec toute l’armée de Sedan, est fait prisonnier et interné en Allemagne. Après Sedan, un 8e de marche est créé. Il combat sous les ordres du Général de Lamotte-Rouge dans la région d'Orléans, sous ceux du colonel Rousseau à Landelles et à Retoncelle. Il prend part à la bataille d'Orléans et du Mans. Il reprend son appellation de 8e bataillon de chasseurs à pied en rentrant à Toulouse, où il est reformé avec les deux compagnies de dépôt du 8e bataillon de chasseurs à pied qui n'étaient pas à Sedan.

### 1871 à 1914
Le 19 avril 1875, le 8e débarque à Alger. Il est désigné pour tenir garnison à Fort National qu’il quitte en octobre pour Dellys puis le 2 mai 1876 pour Miliana. Le 11 octobre, il débarque à Toulon et va rejoindre sa nouvelle garnison, Amiens.
Le 2 octobre, le bataillon fête l'anniversaire du combat de Sidi Brahim d'après un programme arrêté entre les commandants des 30 bataillons au moment de leur réunion au camp de Chalons (juillet 78). Certains anciens de septembre 1845 y assistent (Rolland - Lavayssiere et probablement Pegues). Le 11 décembre 1898, une délégation du 8e part d'Amiens pour assister à l'inauguration du monument à la gloire des Héros de Sidi Brahim. En 1899, le Bataillon compte parmi ses officiers le capitaine adjudant major Pétain et le lieutenant Gouraud.
Le bataillon est désigné le 5 mai 1913 pour aller tenir garnison à Étain, près de Verdun. C'est là que la déclaration de guerre le trouve, c'est de là qu'il gagne ses positions de couverture. Il appartient à la 83e brigade, 42e division d'infanterie, VIe corps d'armée.

### Première Guerre mondiale

#### 1914
Après les premiers engagements à la limite nord du département de la Meuse à Beuveille et au Bois de Tappes, c'est la défense héroïque d'Arrancy, le 23 août 1914, contre des forces ennemies dix fois supérieures en nombre. Le bataillon, après douze heures de lutte ardente, sa mission remplie, se replie sur ordre et reçoit du général Rocques la promesse d'une citation à l'ordre de l'Armée qui ne sera pas suivie d'effet, le général ayant été tué quelques instants plus tard.
Le 5 septembre au soir, le demi-tour est ordonné. Le bataillon tient d'abord les passages de Broussy et de Saint-Gond puis combat vers La Villeneuve et Soizy-aux-Bois. Il apporte son aide aux héroïques défenseurs de Mondement et, le 8 septembre, soutient un violent combat dans le bois de Botrait. La poursuite de l'ennemi vaincu commence ; le Bataillon passe la Marne le 12, tient le secteur d'Auberive-sur-Suippes, puis celui de Reims.
Fin octobre, il part pour la Belgique avec la 42e DI dont il fait partie et prend part à la bataille de l'Yser. Il se distingue avec les fusiliers-marins à l'assaut du château de Dixmude. Le 8e BCP perd son chef, le commandant Clavel à Vousten avant de rentrer en France.

#### 1915
Il monte en ligne en Argonne. Son héroïque défense à Bagatelle les 30 juin et 1er juillet lui vaut sa première citation à l'ordre de l'armée.

#### 1916
Février voit s'allumer la bataille de Verdun. Dans la nuit du 11 au 12 mars, le bataillon monte en ligne à Douaumont et y reste jusqu'au 31.
Il remonte en ligne au Mort-Homme qu'il défend les 9 et 10 avril contre des attaques désespérées de l’ennemi. Il subit de très lourdes pertes. Son chef, le commandant Savornin, est au nombre des morts. En mai, le bataillon prend le secteur des Caurettes avant d'aller au repos dans la région de Toul.
Pour soulager le front de Verdun, le maréchal Joffre monte l’offensive de la Somme. Le 8e y participe sous le commandement du commandant De Grilleau, il s'empare du village de Rancourt le 25 septembre 1916 et gagne une nouvelle citation à l'ordre de l'armée avant de se distinguer à nouveau, à Sailly-Saillisel, le 5 novembre.

#### 1917
Le 8e reçoit la Fourragère aux couleurs du ruban de la Croix de Guerre. Pendant l'offensive de l’Aisne, le 8e s'illustre à Berry-au-Bac où, après avoir enlevé tous ses objectifs dans la journée du 16 avril 1917, il tient ce secteur très dur pendant 21 jours. En novembre, il reçoit la Fourragère aux couleurs du ruban de la Médaille militaire.

#### 1918
Au début du mois d'août 1918, le bataillon participe à la grande offensive de la Somme puis à l'attaque de Vouziers. Le 11 novembre, il est à Saint-Germain où il apprend la signature de l'armistice.
Le 19 décembre 1918, titulaire de six citations à l'ordre de l'armée, il reçoit la fourragère aux couleurs du ruban de la Légion d'honneur.
Le bataillon a perdu durant cette période 2 281 officiers, sous-officiers, caporaux et chasseurs, soit environ deux fois son effectif.

### Entre-deux-guerres

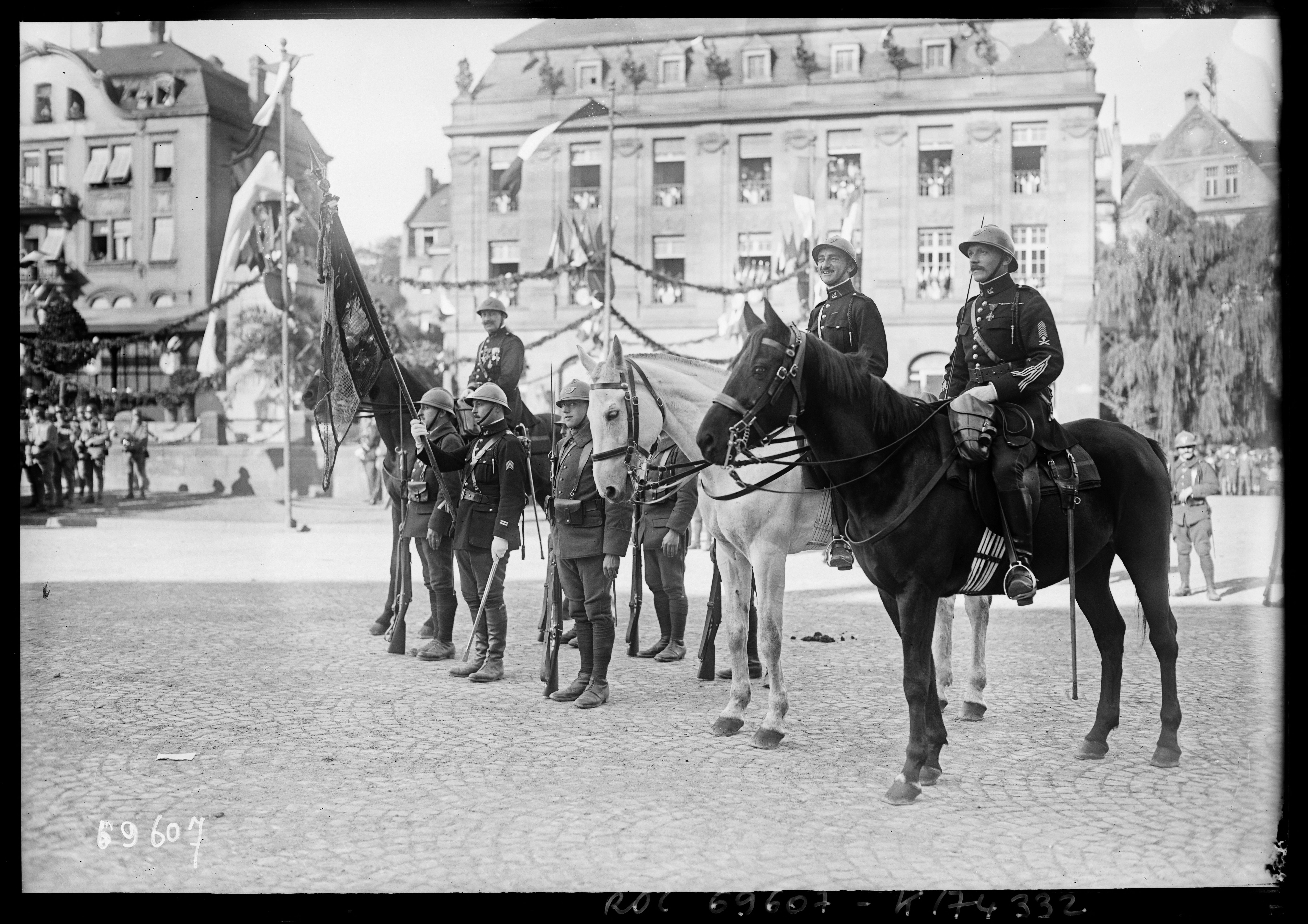
Le 8e BCP à l'inauguration du monument à Paul Déroulède (actuelle place Raymond-Mondon) le 16 10 1921.

Le 8e bataillon fait partie, pendant les premiers mois de l’année 1919, des troupes d’occupation en Allemagne. Il cantonne à Haguenau puis à Sulz. Le bataillon tient successivement garnison à Metz, Forbach et Toul. Le 8e a donc changé huit fois de garnison entre 1919 et 1934. Les mutations nombreuses ne sont pas l’apanage de quelques corps. Les hésitations du ministère de la guerre pendant l’entre-deux-guerres provoquent des va-et-vient incessants qui sont préjudiciables à l’entrainement de la troupe. À Toul, le 8e forme demi-brigade avec le 16e (Toul) et le 30e (Saint-Nicolas-de-Port).
Il garde le drapeau des chasseurs à pied du 9 septembre 1931 au 1er septembre 1939. Le 13 août 1939, en présence du général Gamelin, le 6e chasseurs remet au 8e, sur les pentes du Schratz, le drapeau des chasseurs à pied.
Lorsqu’en septembre 1938, Hitler envahit la Tchécoslovaquie, la tension internationale ne cesse de monter. Paris rappelle alors une partie de réservistes. Le bataillon se porte à la frontière pour tenir le secteur confié à sa garde.

### Seconde Guerre mondiale
Le 23 août 1939, le 8e quitte Toul pour son secteur de couverture. En septembre, dans la région de Sarreguemines, avec la 1re demi-brigade de chasseurs (11e DI.) dont il fait partie, il participe au franchissement de la Sarre, s'empare du Bois de Vorderwald et occupe le village de Klein Blittersdorf, il maintient le contact pendant plusieurs semaines. Il va tenir la position de Cadenbronn et y demeure jusqu’au 13 novembre. Il rend les honneurs au Roi d'Angleterre qui visite le front. Il est sur la ligne Maginot à Lixing et y reste jusqu'au 10 mai 1940.
Le 11 mai il occupe le secteur de Cocheren-Rossebruck-Morsbach au sud de Forbach.
Le 12, les Allemands attaquent. Du 12 au 16, le 8e tient tête à l’ennemi.
Le 16 au soir, la 11e DI est retirée du front de Lorraine pour être jetée devant l’envahisseur qui a rompu le front dans la région de Sedan. Le 25 mai, le 8e occupe le carrefour de la Faisanderie dans Compiègne. Le 2 juin, il s'organise défensivement sur la rive gauche de l’Aisne mais le 8 juin, les Allemands, qui ont franchi dans un autre secteur, obligent toute la 11e DI à reculer. La 3e Cie se distingue à Ormoy-Villers. Le repli se poursuit en ordre, tout en conservant le contact de l’ennemi que le 8e ralentit notamment à Trilbardou sur la Marne.
Replié par voie routière puis par voie ferrée le 8e atteint la Loire. Le 17 juin, il s'installe sur la rive gauche et, le 18, contient l’Allemand. Le 19 juin, c'est le repli sur Mennetou-sur-Cher. Le 8e en défend l’accès appuyé par un canon de 75, en batterie près du pont sauté et tirant à vue directe. Le soir, l'ordre de repli arrive. Le Bataillon embarque en camion à destination de Buzançais, puis du Château de Lacombe[Lequel ?]. Il s’organise dans la journée du 23 à Pouillac, puis est transporté à nouveau à Aumont[Lequel ?] où il apprend, par radio, l'armistice le 24 juin 1940.

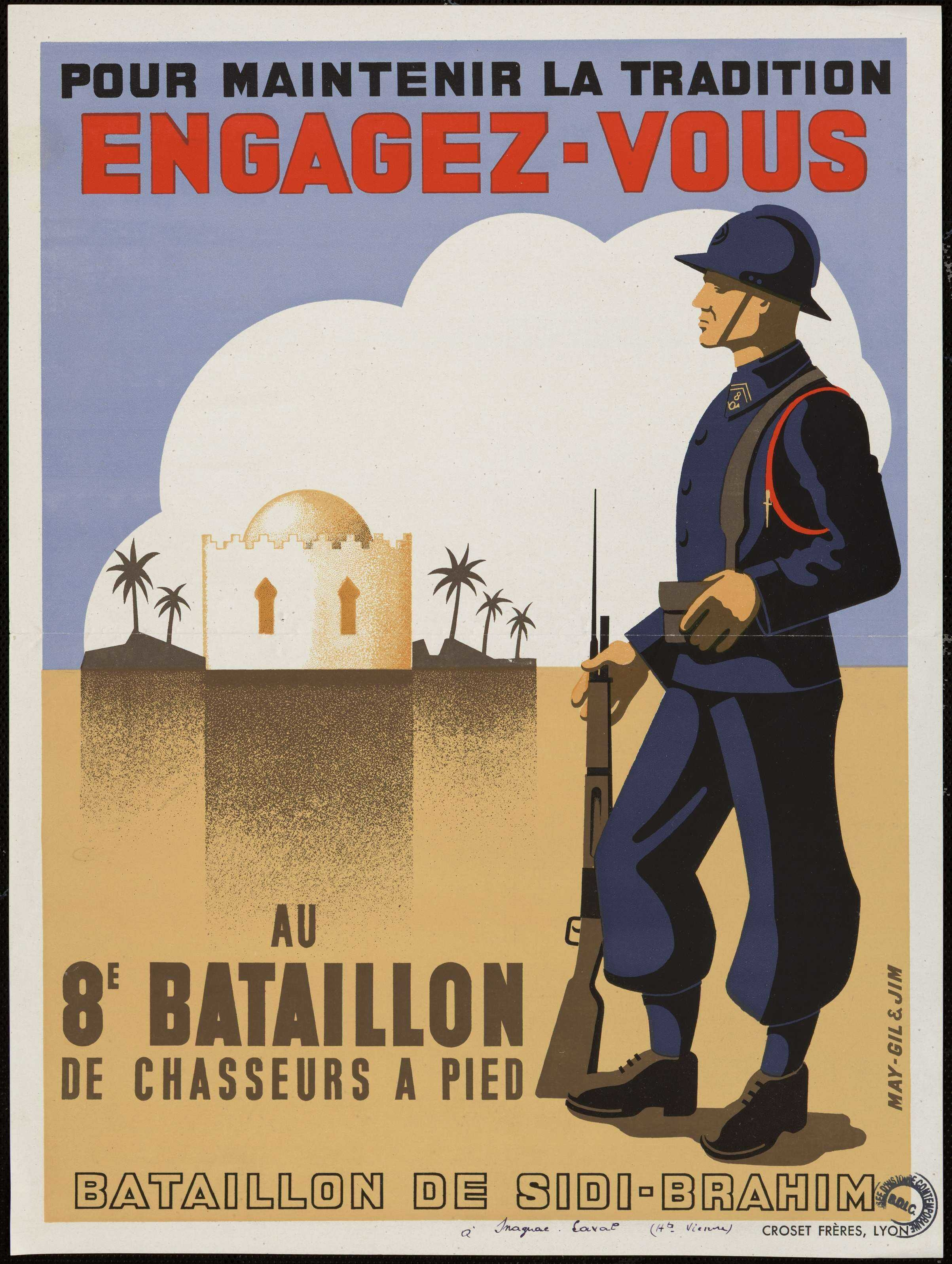
Affiche de recrutement pour le 8e BCP sous Vichy.

Le 8e est reformé à la même date en unité d’armée d’armistice. Il stationne à Marthon (Charente), ou plutôt, il est disséminé sur 25 kilomètres du front pour assurer la surveillance de la ligne de démarcation (son P.C est à Marthon, la 1re compagnie à Tapont, la 2e à Vouzan puis à Saint-Somain, la 3e à Grassac, les engins à Feuillade). Au printemps 1941, le 8e séjourne au complet pendant quelques semaines au camp de Bourg-lastic, puis il part pour le camp de la Fontaine du Berger, près de Clermont-Ferrand, où le commandant Pauty lui fait ses adieux le 10 septembre 1941 après l’avoir commandé depuis le 24 juin 1938, il est remplacé le 15 septembre par le commandant Cadoret. Le 3 octobre, le bataillon rallie Marthon qu’il quitte le 21 pour Magnac-Laval en Haute-Vienne. Après un séjour au camp de la Courtine de juin à juillet 1942, le 8e est dissous le 27 novembre 1942 lorsque l’armée d’armistice est désarmée lors de la riposte allemande au débarquement en Afrique du Nord.
Par décision du général de Gaulle en date du 11 août 1944, il est procédé, dans la région de Paris, à la renaissance du 8e bataillon de chasseurs. Le lieutenant-colonel Pochard est désigné pour en prendre le commandement. Le 8e était constitué du personnel de la Sidi-Brahim, société de préparation militaire, qui, sous le commandement du lieutenant de réserve De Menteguiaga, s'est réformée sous l'occupation et a combattu pour la libération de Paris, dans le 14e arrondissement de Paris. Il devait être complété par d'autres éléments FFI de la région parisienne. Mis à la disposition du XXe C.A.U.S., le 8e participe à la libération de Metz, puis à des opérations en Sarre. Le 11 juin, l’armistice surprend le 8e en manœuvre de chars avec l’armée américaine. Le bataillon est porté fin septembre dans la région de Trèves. Le bataillon de chasseurs à pied est l’une des premières unités régulières reformées sur le territoire libéré. De ce fait, il est stationné dans la zone des combats du 21 octobre 1944 au 28 avril 1945. Le 8e B.C.P. compte 8 morts et de nombreux blessés. Le général Walker, commandant le 20e corps d’armée américain, lui fait décerner 14 bronzes Stars (4e médaille dans l’ordre américain). Ramené à Souppes-sur-Loing, il passe à la 3e D.B.

### Depuis 1945
Il quitte Épernay en 1951 pour retourner en Allemagne où il séjourne en garnison à Wittlich jusqu’à sa dissolution.
Porté sur half tracks, il passe sur VTT AMX-13 en 1959. Il est alors sur le type de la division. En 1967 de structures modernes, il se compose essentiellement de deux escadrons de chars AMX-13 (canon de 90 mm) et de deux compagnies mécanisées dotées de VTT, sans compter la compagnie d'éclairage de brigade qui lui est rattachée, et qui comporte une section « Rasura ». Il doit donc disposer de nombreux spécialistes de haute technicité dont il assure la formation et de cadres dynamiques animés d'un esprit entreprenant et manœuvrier. En 1968, il prend l'appellation du 8e groupe de chasseurs mécanisé.
Membre des Forces Françaises en Allemagne, appartenant à la 1re brigade mécanisée de la 1re division, le 8e groupe de chasseurs mécanisé est stationné à Wittlich et jumelé depuis 1962 avec le Panzergrenadierbataillon 152 à Coblence et depuis 1971 avec le 2e bataillon de carabiniers cyclistes belges.
Sa vie à Wittlich est consacrée, comme toutes les unités en temps de paix, à l'instruction. Le terrain de manœuvre du Mesenberg permet l'évolution des chars et des VTT et l’installation du tir « Genshow » affermit les chefs de chars dans le choix des objectifs et dans leurs commandements de chef d'engin blindé. L'équipe de tir s'est classée troisième au championnat de France 1969. Les tireurs canon et missiles vont fréquemment aux camps de Mailly et de Mourmelon, alors que Baumholder est le camp d'entraînement des tireurs à la mitrailleuse, au LRAC et au canon de 106 mm. En moyenne, le 8e effectue deux séjours en camps, chaque année.
En 1975, il prend l'appellation de 8e groupe de chasseurs en tant qu’unité de la 1re division blindée et va participer à l’aventure européenne en devenant l’un des corps d’infanterie du Corps européen. Le drapeau qui, aujourd'hui, symbolise la patrie dans les rangs des groupes mécanisés et bataillons alpins est donc le douzième depuis la création des chasseurs à pied. II est remis au 8e groupe de chasseurs en 1975, alors que ce corps est stationné en Allemagne à Wittlich.
En 1995, il est en ex-Yougoslavie (Mont Igman en Bosnie) avec la 1re compagnie du capitaine Noviant. En 1996, il est en ex-Yougoslavie (Sarajevo en Bosnie) avec la 1re compagnie du capitaine Jeand’Heur. En 1997, il est en ex-Yougoslavie (Trnovo en Bosnie) avec la 1re compagnie du capitaine Jeand’Heur.
Le bataillon voit sa dissolution à Wittlich, le 7 mai 1999.
De nos jours, la caserne du 8e bataillon de chasseurs (8e G.C.) a été entièrement rasée ainsi que celle du 51e R.A. voisine. Elles ont laissé place à un grand centre commercial.

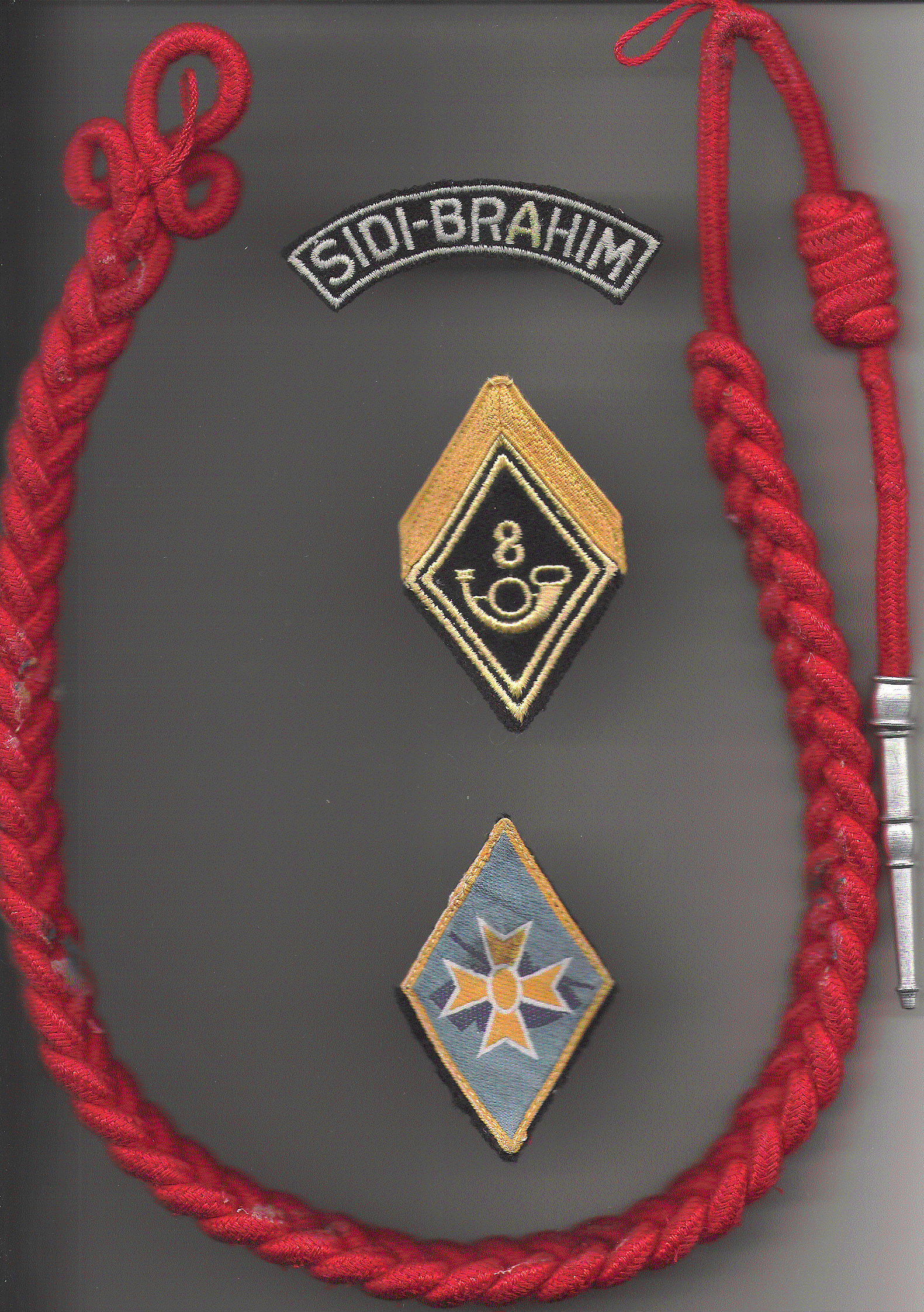
Photographie de la fourragère puis des insignes du 8e groupe de chasseurs mécanisé était stationné à Wittlich. Il était membre des forces françaises en Allemagne. Il appartenait à la 1re division blindée.
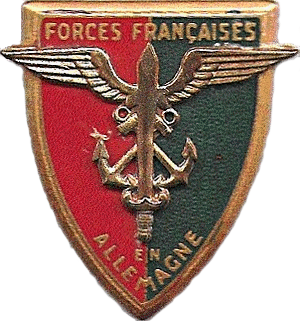
Insigne des forces françaises en Allemagne.
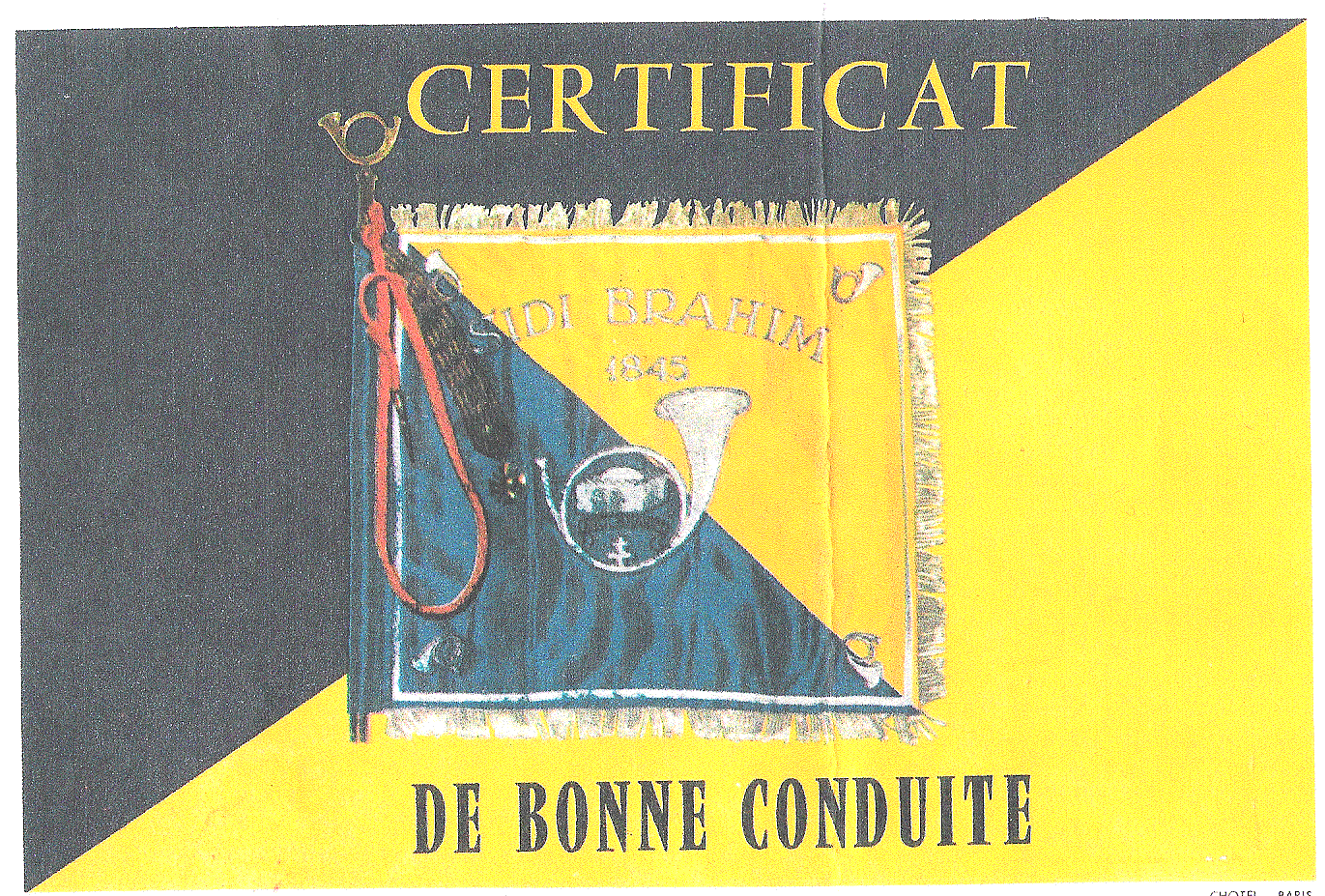
Certificat de bonne conduite du chasseur Joël Leduc du 8e groupe de chasseurs mécanisé.

## Groupement de recrutement et de sélection d’Île-de-France et d’outre-mer
En 2018, le 15 septembre, au cours de la commémoration annuelle de la Sidi-Brahim, au château de Vincennes, le fanion du 8e bataillon de chasseurs à pied est remis au groupement de recrutement et de sélection Île-de-France et outre-mer, qui en assure la garde et en entretient les traditions. Au cours de l'été 2019, il prend l'appellation de GRS IDF et OM - 8e bataillon de chasseurs à pied, (GRS IDF et OM - 8e BCP). En souvenir des « Chasseurs d'Orléans » et en lien avec la création initiale du bataillon par le roi Louis-Philippe Ier son aïeul, le prince Eudes d'Orléans, frère du « comte de Paris » est le parrain du GRS IDF et OM - 8e bataillon de chasseurs à pied,,.
Le 1er juillet 2025, doubles appellations sont supprimées. Le GRS IDF et OM - 8e BCP reprend l'appellation de groupement de recrutement et de sélection Île-de-France et outre-mer. Il conserve la garde du fanion du 8e bataillon de chasseurs à pied.

## Décorations

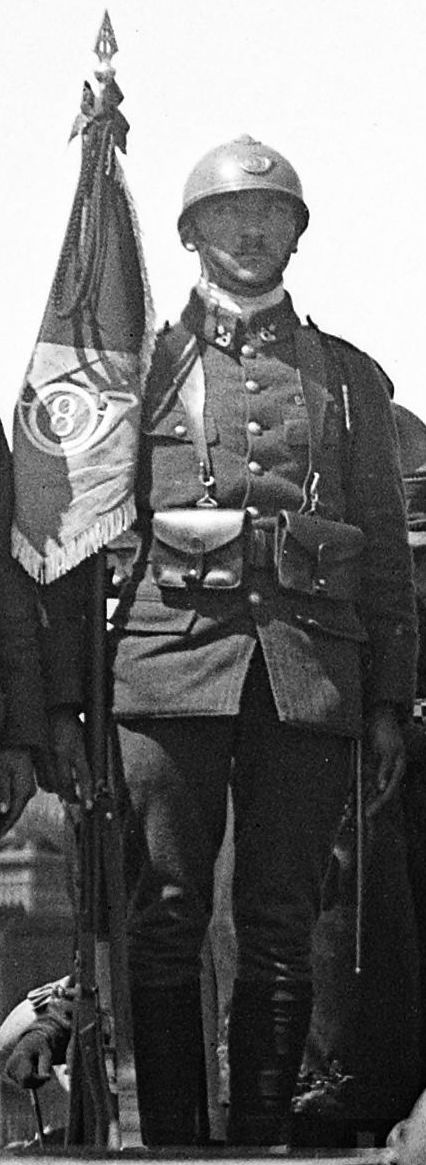
Le fanion du bataillon le 25 7 1920.

Le bataillon porte la fourragère à la couleur du ruban de la Légion d'honneur obtenue le 19 décembre 1918. Sa cravate est décorée de la Croix de guerre 1914-1918 avec six citations à l’ordre de l’Armée, une citation à l’ordre du Corps d’Armée.

## Insigne
- Cor ovale, pavillon à droite, au centre marabout de Sidi Brahim et croix de Lorraine. Création vers 1925 par l'entreprise Arthus-Bertrand, Paris.

## Personnalités ayant servi au8eBCP
- le capitaine Gérard de Cathelineau qui donnera son nom à une promotion d'officiers de l'EMIC de Cherchell ;
- Jean Théodore François Champion, alors lieutenant ;
- Albert Corey double médaillé olympique en 1904 au bataillon de 1898 à 1902 ;
- Marcel Godet (1882-1914) historien, y fait son service militaire de 1904 à 1905. Son nom est inscrit au Panthéon dans la liste des 560 écrivains morts pour la France.
- le lieutenant Gouraud ;
- le colonel Grasser, chef de corps de 1971 à 1973, a été affecté ensuite comme attaché militaire en Afrique, et c'est lui qui planifie l'intervention militaire de la légion étrangère à Kolwezi où de nombreux Français et Européens sont menacés par des rebelles ;
- Raphaël Lavaud, joueur international de rugby à XV ;
- le colonel Monneveu, ancien vice-président de la FNAC, jusqu'en 2016 ;
- le général Patton, commandant la 3e armée américaine, est nommée sergent honoraire au 8e bataillon de chasseurs à pied ;
- capitaine adjudant major Pétain ;
- le colonel François Raoul comme sous-lieutenant : pendant la guerre d'Algérie il sera l'un des plus célèbres instructeurs à l'E.M.I.C. de Cherchell, après avoir servi en Indochine : un livre lui est personnellement dédié : Ceux de Cherchell ;
- le lieutenant Arnaud de Vial, chef de poste pendant la guerre d'Algérie, avant d'être affecté au huitième, historien et écrivain, auteur de deux livres sur Cherchell et sur les chasseurs à pied, engagés sur le terrain en Algérie et en Allemagne de 1960 à 1962. ;
- Éric Woerth : à la fin de ses études, en 1980, il effectue son service militaire comme soldat de 2e classe au 8e groupe de chasseurs à Wittlich, en Allemagne.